# Australaria bakeri
Australaria bakeri is een slakkensoort uit de familie van de Fasciolariidae. De wetenschappelijke naam van de soort is voor het eerst geldig gepubliceerd in 1912 door Gatliff & Gabriel.